# كوتو ماتسودايرا
كوتو ماتسودايرا (باليابانية: 松平 康東) (5 فبراير 1903 - 4 مايو 1994)، دبلوماسي ياباني من طوكيو.